# Nordatlantisk Hus
Nordatlantisk Hus er et kulturhus på Byens Ø i Odense Havn med fokus på Færøerne, Island og Grønland. Huset åbnede 9. november 2013 som et af de første nybyggerier efter årtusindeskiftet på stedet.
Huset arrangerer koncerter, foredrag, udstillinger og filmforevisninger. Foruden selve kulturhuset er stedet hjemsted for Det Grønlandske Hus, der yder service til grønlændere i Syddanmark. Nordatlantisk Hus huser også Restaurant Nordatlanten, der laver mad inspireret af de tre nordatlantiske lande, og Butik Nordatlanten, der sælger design fra Færøerne, Island og Grønland.
Nordatlantisk Hus besøges årligt af omkring 100.000 gæster.[kilde mangler]
Nordatlantisk Hus er tegnet af arkitekterne Cornelius Vöge Atelier for Arkitektur[kilde mangler] og har siden åbningen modtaget Odense Kommunes Arkitekturpris og Odin-prisen fra Byforeningen Odense i 2014.[kilde mangler]